# Henrique de Hachberg-Sausenberg
Henrique de Hachberg-Sausenberg (em alemão:  Heinrich von Hachberg-Sausenberg; 1300-1318), foi um nobre alemão pertencente à Casa de Zähringen, e foi o segundo Marquês de Hachberg-Sausenberg.
Em 1315 herdou o Senhorio de Rötteln (em francês:  Rothelin).

## Biografia
Rodolfo era o filho mais velho do marquês Rodolfo I de Hachberg-Sausenberg e de Inês, filha herdeira de Otão de Rötteln. Pela morte do pai, em 1312, Henrique herdou os territórios paternos.
Em 1315, ao atingir a maioridade, o seu tio materno, Lüthold II de Röttlen, que viria a falecer no ano seguinte sem descendência, deu-lhe o senhorio de Röttlen.
Para os marqueses de Hachberg-Sausenberger, o legado de Röttlen significou um significativo aumento das suas possessões, triplicando a área do seu estado
Provavelmente, antes de 1317 o marquês de Hachberg-Sausenberg mudou-se para o castelo de Rötteln e, por isso, eram muitas vezes denominados, quer em França, quer na Borgonha, por Marquês de Rothelin.
Henrique vem a falecer jovem em 1318, sem qualquer descendência. É sucedido, conjuntamente, pelos seus dois irmãos mais novos, Rodolfo II e Otão.